# Junto Seguros
A Junto Seguros (antiga JMalucelli Seguradora) é uma empresa brasileira com sede em Curitiba, Paraná. Desde 2018, a empresa opera comercialmente com a denominação (nome fantasia) Junto Seguros.
A empresa faz parte do "Grupo Segurador JMalucelli", que por sua vez, pertence ao Grupo JMalucelli e desde 2010, é associada à americana Travelers. Operando exclusivamente com Seguro Garantia, desde 1995 integra a Associação Panamericana de Fianças (PASA-APF), que reúne empresas que operam com "Seguro Garantia" e "Seguro de Crédito".

## Histórico
A empresa foi fundada em 24 de janeiro de 1992, trabalhando com Ramos Elementares e Vida em Grupo. A partir de 1995 passou a operar exclusivamente com o Seguro Garantia e em 1996, obteve do IRB Brasil Resseguros, a outorga de companhia especializada neste ramo. Em 2008 foi a pioneira na emissão e consulta de apólices digitais. Em 2010, a Travelers adquiriu 43% da empresa.
Em 2015 assumiu o controle acionário da seguradora colombiana Cardinal, iniciando a expansão da marca pela America Latina.
Em novembro de 2018, reestruturou seu portal da internet e lançou a marca Junto Seguros.